# Coostalen

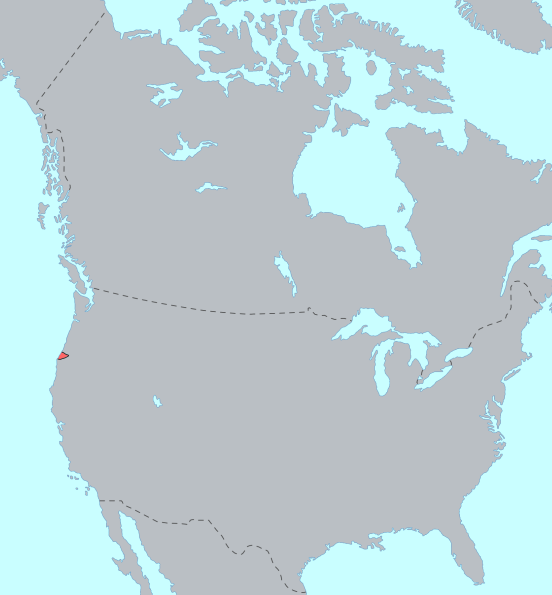
Oorspronkelijke verbreiding van de Coostalen.

De Coostalen zijn een familie van twee indiaanse talen die gesproken werden door de Coos, een volk dat langs de kust van Zuid-Oregon woonde. Beide talen zijn nu uitgestorven. Melville Jacobs, een Amerikaans antropoloog, vermeldde in 1939 dat de talen ongeveer net zoveel van elkaar verschilden als Nederlands en Duits. Grammaticale verschillen geven beide talen echter een heel eigen uiterlijk. In 1916 suggereerde Edward Sapir dat de Coostalen tot de voorgestelde familie van de Penutische talen zouden behoren. Binnen deze familie worden de Coostalen in een Oregon Coast Penutian-tak geplaatst, samen met Alsea en Siuslaw. Verschillende taalkundigen menen dat de Coostalen, Alsea en Siuslaw inderdaad verwant zijn. De Penutische hypothese is onzekerder.
De familie bestaat uit de volgende talen:
- Hanis of Coos, dat gesproken werd in het gebied van de rivier de Coos en rond de Coos Bay. (uitgestorven 1972)
- Miluk of Lower Coquille, dat gesproken werd rond South Slough en de benedenloop van de Coquille. (uitgestorven 1961)